# カイ (女性アイドル)
カイ（1997年2月5日 - ）は、日本の元女性アイドル。BELLRING少女ハート、THERE THERE THERESの元メンバー。2019年から2020年までTRASH-UP!! RECORDSに所属、ソロで活動していた。

## 略歴
2013年9月21日、BELLRING少女ハートに加入。
2016年、宇佐蔵べに（あヴぁんだんど）、石川浩司（ex-たま）とともに「えんがわ」を結成、4月20日に「おばんざいTOKYO / オー・シャンゼリゼ」をTRASH-UP!! RECORDSからリリース。
2016年12月31日をもってBELLRING少女ハート活動休止。2017年2月18日、BELLRING少女ハート改めThere There Theresのワンマンライブ「GOOD MORNING WORLD」（赤坂BLITZ）で再始動。
2019年2月28日、THERE THERE THERES解散。3月15日、AqbiRecからTRASH-UP!! RECORDSに移籍、ソロとして活動することを発表。
2019年4月21日、「横須賀アイドルカーニバル」（ヤンガーザンイエスタデイ）にてソロ初ステージ。同日オリジナル曲「ムーンライト・Tokyo」のMVが公開された。
同年6月12日、シングル「ムーンライト・Tokyo」をリリース。同シングルに収録されている「遊星よりアイをこめて」は、宇多丸（RHYMESTER）が雑誌『BUBKA』（白夜書房）2020年3月号「マブ論」に掲載された「2019年アイドルソング・ベスト15」の第1位に選出している。
2019年6月30日には、ヨネコ（元BELLRING少女ハート「甘楽」、現ん・フェニ）とアイドルユニット「new fashion food」を結成することを発表。7月14日には、7月30日にZepp DiverCity (TOKYO)で開催される「大TRASH-UP!!まつり 2019 AqbiRecといっしょ！ 」に向けて、寿々木ここね（SAKA-SAMA）、朝倉みずほと期間限定ユニット「お祭りトリオ」を結成。
2019年12月7日、鈴木慶一プロデュースのミニアルバム『ペーパー・ダイヤモンド』をリリース。
2020年9月27日、ラストワンマンライブ「to LA」（WWW）をもってアイドル活動を終了。
2022年現在、AqbiRecでスタッフを務めている。8月11日、「あんちろちー・遠藤遥 生誕ライブ『ちろフェス2022』」で久しぶりにステージに立った。
2023年1月8日、「AQBI DIG DEAD OR ALIVE」（新宿LOFT）にて、BELLRING少女ハートのメンバーとしてステージに立っている。

## 人物・エピソード
BELLRING少女ハートディレクターの田中紘治は、書類審査のメールが送られてきた段階で採用を決めていたと語っている（他には朝倉みずほ、甘楽）。田中曰く「顔がこういう生き方しかできない顔をしてた」とのこと。
高校時代から真鍋ちえみの楽曲が好きで、ソロでは昭和歌謡やテクノ歌謡ものを歌ってみたいと語っており、「ムーンライト・Tokyo」には真鍋の「不思議・少女」のカバーが収録されている。

## 作品

### アナログ

#### コラボレーション
- えんがわ「おばんざいTOKYO / オー・シャンゼリゼ」（2016年4月20日、TRASH-UP!! RECORDS）

### ミュージックビデオ
- ヨネコ「令和で生きてね」（監督・撮影・編集）[15]